# Sông Ravi
Ravi (tiếng Phạn: इरावती, परुष्णि, tiếng Hindi: रावी, tiếng Punjabi:  ਰਾਵੀ, tiếng Urdu: راوی) là một sông xuyên biên giới chảy qua vùng Tây Bắc Ấn Độ và Đông Pakistan. Đây là một trong 5 sông chính tại vùng Punjab (tên Punjab nghĩa là "Năm Sông").. Nước sông Ravi chảy ra Ấn Độ Dương thông qua sông Ấn tại Pakistan. Sông khởi nguồn tại Bara Bhangal, quận Kangra của bang Himachal Pradesh, Ấn Độ. Lưu vực sông rộng 14.442 kilômét vuông (5.576 dặm vuông Anh) tại Ấn Độ sau khi đã chảy một quãng đường là 720 kilômét (450 mi). Chảy về phía tây, sông bị vây quanh với các dãy Pir Panjal và Dhauladhar, tạo thành một tam giác.
Sau khi Ấn Độ chi cắt vào năm 1947, nước sông Ravi, cùng với các sông khác được phân chia theo Hiệp ước Nguồn nước Sông Ấn. Dự án Lưu vực sông Ấn đã được phát triển tại Pakistan và nhiều dự án khác cũng được triển khai bên phía Ấn Độ.
Theo dấu tích trong kinh Vệ Đà, sông Ravi được gọi là Iravati (cũng phiên thành Airavati). Một tên Vệ Dà khác là Purushni.